# Qara
Qara (Qarah) est une ville de Syrie, proche du Qalamoun, d'environ 20 000 habitants, située à 97 kilomètres au nord de Damas, à 15 kilomètres à l'est de Nebek, et à quelques kilomètres de Maaloula. Elle s'appelait probablement Khonokhôra dans le passé. Pour cette raison, cette ville est aussi le siège titulaire de Chonochora.
En 2011, il y a été découvert un gisement de gaz naturel.

## Histoire du diocèse
Qara était un diocèse syriaque occidental de la province romaine de Phénicie, et suffragant de celui de Damas.
- En 451, l'évêque de la ville, Dada, assiste au concile de Chalcédoine[3].
- En septembre 1266, la ville est attaquée par Baybars[4]. Les hommes et les religieux sont massacrés, les femmes déportées et la cathédrale byzantine transformée en mosquée[5].
- Vers 1450, l'évêque s'appelle Macaire.
- Vers 1620, il s'agit de Joasaph.
- De 1768 à 1795, l'évêque est Gregoire Haddad.
- En 1961, l'évêque est Joseph Nasrallah.

## Monuments
- L’église Saints–Serge–et–Bacchus (Kanissé Sergis)[6], où se trouvent des fresques du XIe siècle[7], certaines défigurées en 1266[8].
- Le monastère Saint-Jacques le Mutilé (Mar Yakub), reconstruit en 1993[9].
- La mosquée Qara el Kebir, l'ancienne basilique chrétienne[10].